# خرگوش جهنده تامائولیپاس
خرگوش جهنده تامائولیپاس (نام علمی: Lepus altamirae)، که همچنین به عنوان خرگوش جهنده پهلوسفید تامائولیپاس شناخته می‌شود، گونه‌ای از خرگوش‌های بومی در ساحل خلیج مکزیک است.